# Кальдерон Фурнье, Рафаэль Анхель
Рафаэль Анхель Кальдерон Фурнье (исп. Rafael Ángel Calderón Fournier; род. 14 марта 1949, Дирьямба, Никарагуа) — президент Коста-Рики в 1990—1994 годах. Он также был кандидатом в президенты от партии Социал-христианское единство на выборах президента в феврале 2010 года, но снял свою кандидатуру 5 октября 2009 года, когда был приговорен к пяти годам лишения свободы за коррупцию.

## Биография

### Ранние годы и личная жизнь
Рафаэль Анхель Кальдерон Фурнье родился в Дирьамбе, Никарагуа, 14 марта 1949 года. Его отцом был Рафаэль Анхель Кальдерон Гуардия, который являлся президентом Коста-Рики в 1940—1944 годах, а матерью — Мария дель Росарио Фурнье Мора. Рафаэль Анхель родился, когда его родители находились в изгнании.
Кальдерон был женат на Глории Бехарано Альмаде, дочери мексиканского врача и политика Армандо Леона Бехарано. У них было четверо детей: Рафаэль Анхель, Глория дель Кармен, Мария Габриэла и Марко Антонио. Старшая сестра Кальдерона Алехандра, троцкистский лидер, погибла в результате несчастного случая в 1979 году в возрасте 25 лет.

### Образование
Кальдерон начал свое начальное образование в колледже маристов в Мехико. Он вернулся в Коста-Рику в 1958 году, когда ему было девять лет, когда президент Марио Эчанди Хименес разрешил возвращение политических ссыльных, включая бывшего президента Кальдерона Гуардию.
Кальдерон завершил среднее образование в колледже Сан-Хосе, после чего изучал право в Университете Коста-Рики.

### Политическая карьера
После окончания университета Кальдерон занялся политической карьерой и был избран секретарем по вопросам среднего образования в Партии национального единения (PUN). В 20 лет он был избран президентом Молодёжной организации PUN. Вскоре после смерти отца в 1970 году он был назначен членом правления Фонда социального страхования и в этом качестве участвовал в разработке новых пенсионных правил.
Кальдерон был избран в Конгресс в 1974 году и два раза подряд занимал пост председателя Комитета по социальным вопросам. Среди прочих законопроектов комитет принял Закон о социальном развитии и семейных пособиях, который создал в стране систему пенсионных взносов, охватывающую в настоящее время более ста тысяч пожилых людей.
В 1991 году Кальдерон получил почётную докторскую степень в Университете Хьюстона.
Партия национального единения вскоре была преобразована в партию Социал-христианское единство, а Кальдерон в 1982 году был выдвинут кандидатом в президенты, но проиграл выборы Луису Альберто Монхе. В 1986 году он снова попытался возглавить страну, но вновь потерпел поражение, уступив Оскару Ариасу. Лишь с третьей попытки, в 1990 году, Кальдерон был избран президентом Коста-Рики. Как и его отец, он пришел к власти в возрасте 40 лет, ровно 50 лет спустя после избрания своего отца.
Кальдерон начал реализацию программы реформ. Он продвигал либеральную политику во всех сферах экономики, осуществлял налоговые реформы, что придало экономическую стабильность стране. Однако увеличилась стоимость всех коммунальных услуг и топлива, повысились налоги. Президент также сократил число государственных служащих и ограничил банковское кредитование, добился увеличения производства и экспорта. Туризм, в основном экологический, пережил беспрецедентный подъём, доходы от туризма даже превысили традиционные доходы от экспорта бананов и кофе. Кальдерон превратил старую Центральную тюрьму в Детский музей, современный и привлекательный, ежедневно посещаемый сотнями детей и взрослых. Было ликвидировано налоговое и таможенное неравенство, изменена система начисления государственных пенсий, ставших более справедливыми. Реформы позволили стабилизировать инфляцию и привлечь инвестиции в страну. Кальдерон предоставил бесплатное жилье по ваучерам семьям с низким доходом, но в целом социальный сектор (здравоохранение, образование и общественная безопасность) понёс убытки.

### Коррупционные скандалы
В октябре 2004 года после коррупционного скандала Кальдерон был заключён в тюрьму, но вскоре освобождён и помещен под домашний арест.
Кальдерон обвинялся в получении денег от фирмы Finish Firm Instrumentarium в обмен на контракты на поставку медицинского оборудования для Фонда социального страхования. Судебное разбирательство началось 3 ноября 2008 года, слушания завершились в сентябре 2009 года. Несмотря на обвинения, Кальдерон официально объявил о выдвижении своей кандидатуры на пост президента Коста-Рики в 2010 году. 5 октября 2009 года Кальдерон был приговорён к пяти годам лишения свободы. Он вышел из зала суда и уведомил прессу о том, что собирается обжаловать приговор, но при этом снимает свою кандидатуру, чтобы сосредоточиться на апелляции.
11 мая 2011 года жалоба Кальдерона была отклонена трибуналом. Судьи подтвердили приговор, но сократили срок пребывания в тюрьме с пяти лет до трех. При этом законодательство Коста-Рики позволило бывшему президенту заменить реальное лишение свободы домашним арестом. Жена Калдерона Глория Бехарано была приговорена к выплате 70 000 долл. США правительству Коста-Рики за участие в скандале.